# نیمه

نِیمه‌خوانی (نغمه‌خوانی) در مناطق مختلف جهان به‌هنگام انجام کارهای یک‌نواخت و تکراریِ جاشوان به‌کار می‌رود.

نِیمه (نِی‌مه) خوانی گونه‌ای از آوازخوانیِ کار است که معمولاً در میان جاشوان و باربران تخلیهٔ لنجها و قایقها رواج دارد. این کارگران از نِیمه‌خوانی برای کاستن از خسته‌کننده بودنِ کارهای یک‌نواختی که به‌طور جمعی انجام می‌دهند استفاده می‌کنند. نیمه‌ها تنها سرگرم‌کننده نیست بلکه ماهیگیران و دریانوردان را به هیجان می‌آورد و نیرو و توان کارشان را افزون‌تر می‌کند.
در نِیمه‌خوانی، یک نفر به نام سرخوان بیتی یا واژه‌هایی را ادا می‌کند و جمعِ دیگر کارگران با ترجیع‌بندی که معمولاً معنای خاصی ندارد (مانند هِلِه‌مالی) پاسخ او را می‌دهند.
واژهٔ «نیمه» دگرگون‌شدهٔ «نهمة» عربی در گویش فارسی استان بوشهر است. از انواع نِیمه‌خوانی می‌توان به نِیمه‌خوانی پاروزنی (نِیمه‌خوانی مِیداف)، نِیمه‌خوانی بادبان‌کشی (نِیمه‌خوانی شراع)، نِیمه‌خوانی لنگرکشی یا گرگورکشی، نِیمه‌خوانی راهی‌کردنِ لنج به دریا (نیمه‌خوانی اوشار)، و نِیمه‌خوانی فلک‌ناز اشاره کرد. نِیمه‌خوانی فلک‌ناز مرتبط است با داستان فلک‌ناز و خورشیدآفرین که از داستان‌های عامیانهٔ عاشقانهٔ فارسی است و در آن شخصیت اصلی داستان، یعنی فلک‌ناز، سفر دریایی هم دارد.
هر نِیمه‌خوانی، بنا به نوعی از انواعی که ذکر شد، ضرب‌آهنگ ویژه و جدایی دارد که به سبک یا سنگین بودن نوع کار یا مراسم مرتبط است.

## انواع نیمه
- نیمه راگی یا اوشار که موقع به آب انداختن به ویژه به آب انداختن لنج تازه ساخته شده خوانده می‌شود و گاه دمام و نی‌انبان و نی جفتی و دایره هم نواخته می‌شود.
- لحام کردن (به خشکی کشیدن) شناور یا بالا بردن فَرمَن (تیر افقی) بر دکل و بالا بردن خود دکل
- گَرگور
- تور
- مِیداف(پاروزنی)، در این نیمه از اشعار فایز دشتی نیز استفاده می‌شود.
- گلّافی (ساخت لنج، به سازنده لنج، گلّاف می‌گویند).
- شستن لنج

- شِراع
- بالا آوردن لنگر
- مغاص (صید مروارید)
- خالی کردن بار
- سرگرمی[۲]

## نمونه

روی جلد آلبوم نی‌مه آواز دریانوردان پارسی

نمونه‌ای از نِیمه‌های بوشهری (نیمه گرگور و میداف):
سرخوان: هِلِّه، هِلِه مالی، وُ هِلِّه، هِلِه مالی - جواب: هِلِّه، هِلِه مالی، وُ هِلِّه، هِلِه مالی
شِهانِ (شاهان) بارُم کِرد (تو) جِهاز خالی - هِلِّه، هِلِه مالی، وُ هِلِّه، هِلِه مالی
یالّا کمکُم کُ[ن] بِیلیم سرِ جالی - هِلِّه، هِلِه مالی، وُ هِلِّه، هِلِه مالی
طیفون لیمرن (عقربن) و دوباره مهمون ساری - هِلِّه، هِلِه مالی، وُ هِلِّه، هِلِه مالی
دِریا واری واوید از موج شمالی - هِلِّه، هِلِه مالی، وُ هِلِّه، هِلِه مالی
اینجا نه جبرین نه جُفرن و نه جلالی - هِلِّه، هِلِه مالی، وُ هِلِّه، هِلِه مالی
اینجا پوزِی مُطافِن بَمبکِی خال‌خالی - هِلِّه، هِلِه مالی، وُ هِلِّه، هِلِه مالی
اینجا که مرد می‌خوا غوص بکنه تو موجا - هِلِّه، هِلِه مالی، وُ هِلِّه، هِلِه مالی
لنگر بکش بالا [بلند] بوگو هله مالی - هِلِّه، هِلِه مالی، وُ هِلِّه، هِلِه مالی
قوّت زانو تو[ن] خُرمِهی شی‌خالی - هِلِّه، هِلِه مالی، وُ هِلِّه، هِلِه مالی (نیروی زانوهایمان از خوردن خرما است)
رَوونِی سِفِرُم مو با بومِ زالی - هِلِّه، هِلِه مالی، وُ هِلِّه، هِلِه مالی (من با بوم زائرعلی به مسافرت می‌روم)
مقصد مِلِی‌وار و زنگبار و سومالی - هِلِّه، هِله مالی، وُ هِلِّه، هِلِه مالی
توضیحات: طیفون = طوفان؛ جهاز = لنج صیادی؛ بیلیم = بگذاریم؛ جبری، جُفره و جلالی = نام محلات قدیمی بوشهر؛ پوزی مطاف = دهنهٔ آبراه جزیرهٔ مُطاف که کم‌عمق و پرموج است؛ بَمبِکِی خال‌خالی = کوسه‌های خالدار؛ غوص کردن = شنا کردن؛ بوم زالی = کشتی زائر علی.
نیمه هله مالی با ریتم شش هشتم اجرا می‌شود. شش هشتم یک ریتم ترکیبی است که از دو چهارم گرفته شده‌است؛ یعنی هر میزان دو ضرب دارد که کشش هر ضرب برابر با یک سیاه نقطه دار یا سه کشش چنگ است. از منظر زیبایی‌شناسی‌ای که بر این اثر سوار است سرخوان می‌تواند ضرب اول را دو بار تکرار کند اما جواب (هِلِّه، هِله مالی، هِلِّه، هِلِه مالی) همیشه نحوه ادا کردن ثابتی دارد.
مثلاً شِهانِ بارُم کرد جهاز خالی می‌تواند به‌صورت شِهانِ بارُم شِهانِ بارُم کرد جهاز خالی ادا شود. همانگونه که مشاهده می‌شود واژگان ضرب اول (شِهان بارُم) دوبار تکرار شده‌است.
در این بزم بوشهری یکی از سرخوانان با همراهی نی جفتی مجید پاکدل (عامو مجید) و ضرب سجاد برآورده از دقیقه نوزده تا پایان بزم و در این بخش از برنامه خندوانه جناب خان با همراهی نی‌انبان و ضرب این نِیمه را اجرا می‌کند. گروه رستاک در آلبوم سومشان که با نام سرنای نوروز در سال هزار و سیصد و نود و دو منتشر شده‌است در اولین قطعه آلبوم که نام آن هله مالی است این قطعه را با همکاری محسن شریفیان اجرا کرده‌اند. همچنین
محسن شریفیان با همکاری نشر ماهور نمونه‌ای از انواع هرکدام از نیمه‌ها را، از جمله همین نیمه، با همکاری دریانوردان بوشهر در آلبومی به نام نِی‌مه(آواز دریانوردان پارسی) جمع‌آوری و در اردیبهشت ۱۳۹۴ منتشر کرده‌است.